# Olax obtusifolia
Olax obtusifolia är en tvåhjärtbladig växtart som beskrevs av Wildem.. Olax obtusifolia ingår i släktet Olax och familjen Olacaceae. Inga underarter finns listade i Catalogue of Life.